# 北京机动车尾号限行措施
北京机动车尾号限行措施，俗稱單雙號限行，为北京市区目前正在实行的一项缓解道路交通压力的措施。这项措施起源于2007年好运北京测试赛和2008年奥运会、残奥会期间在全市范围内的单双号制度，目的是缓解赛事期间的交通堵塞程度，减轻空气污染。而在残奥会结束之后，这项措施转变为根据车牌尾号分为5组，周一至周五早7时至晚8时在五环内限行一组，即每个工作日限行五分之一的车辆。这项措施不断延长，已经成为较长期的措施，但同时这项措施的合法性也遭到了质疑。目前这项措施的截止日期为2026年3月29日。

## 起源：奥运单双号

### 好运北京
北京第一次开始对机动车按尾号限行是在2007年8月17日至20日的好运北京系列测试赛期间，目的是为奥运期间的限行提供科学依据。在这4天中，北京全市范围内的机动车，包括在北京的外省机动车，除了部分车辆（如警车、公交车、出租车、环卫作业车等）例外，都按照单日单号车上路，双日双号车上路的规定行驶。此外，北京市各级政府部门和企事业单位在单双号的基础上再停驶20%。违反单双号规定上路的司机会被罚款100元并责令其原路返回。
为了应对限行带来的客流，公交地铁都增加了客车，并延长高峰时间，以提高公交通行能力。
据统计，这次限行期间，北京共停驶机动车约130万辆，全市道路畅通比例超过九成，机动车尾气减排达到5815.2吨。

### 奥运会和残奥会
奥运会和残奥会的限行规定从2008年7月20日开始，单双号规定和一年前相同。在8月27日以前的奥运期间，限行的区域为北京全市；而8月28日起限行的范围缩小为市区的五环路以内和部分其它道路。此外，自2008年7月1日开始至9月20日，所有黄标车禁止驶入北京市境内。此外，还有极端天气时当机动车尾号和日期尾数相同也不能上路，即停驶60%车辆的预案。
针对可能带来的不便，北京市交管部门提出了一些解决方案，例如拥有两辆机动车的个人可以将两辆车的车牌尾号错开、运送危急病人的车辆免予处罚等。此外，北京市对车辆减征了三个月车船税和养路费。而为了防止午夜已过车主未能驾车回家的情况，在限行期间的每天0时至3时设定为缓冲期，机动车上路不受单双号的限制。

## 尾号限行
在残奥会结束之后，北京市于2008年9月28日发布了关于实施交通管理措施的通告，规定从2008年10月11日至2009年4月10日试行限行措施，所有机动车将尾号分成5组：1和6、2和7、3和8、4和9、5和0；2002式号牌（2002年试点的自选号牌，已停止发放）按0号管理。每天限行一组，如限行最开始时为周一限行1和6，周二限行2和7，以此类推；周末和法定节假日不限行；而即使周末遇上调休需要上班，也不限行。限行期间每日限行的尾号每月会进行轮换，轮换前提前一周进行公示。试行范围为五环路（不含）以内的市区道路，限行时间为每天6时至21时。此外，北京市公车封存30%。
试行期行将结束的2009年4月2日，北京市交通发展研究中心发布评估报告，称北京交通拥堵改善明显，80%以上的有车者支持限行政策长期实施。据此，北京市交通委员会在4月5日宣布延长限行一年。4月11日，北京开始了新一轮为期一年的限行；时间从6时至21时调整为7时至20时；轮换期调整为13周一次。一年到期后，措施又多次延长，目前的截止日期为2024年3月31日。
2015年5月19日晚，北京市交通管理部门在官网发布《关于纯电动小客车不受工作日高峰时段区域限行措施限制的通告》，明确表示自2015年6月1日起，纯电动汽车不采取尾号限行措施。
北京市曾于2020年2月2日至5月31日间、2022年12月22日至2023年2月12日间暂缓实施尾号限行措施。

## 争议
尽管限行取得了一定的成效，比如在2009年4月10日开始的一年期间每天停驶60万辆机动车，减少310吨的尾气排放，2009年12月机动车高峰平均运行速度比2007年高15%，但是仍有很多人反对这项措施，并质疑长期实施的合法性。
2009年限行延长之前，据新华网的调查，六成网友反对延长限行，与北京市交通发展研究中心所称的“80%支持”相反；到了2010年4月，官方调查结果显示有九成支持，而据新浪网的调查仅14%的网友赞成。反对者认为，北京道路拥堵同路网规划密度太小、管理不到位等都有关系，而长期限行所面临的个人财产使用权的法律问题也受到了专家的质疑，更有人因违反限行措施被罚款将朝阳交通支队呼家楼大队告上法庭。
此外，限行所带来的效果随着机动车数量的增加逐渐消失也成为对限行的一大疑虑，据北京工业大学交通研究中心教授荣建称，限行3年后北京的拥堵程度将逼近限行前的水平。